# Sub Rosa (album)
Sub Rosa è il terzo album del cantautore svedese Eagle-Eye Cherry, pubblicato nel 2003.

## Tracce
1. This Paralysis
2. Skull Tattoo
3. The Strange
4. It's Up To You
5. Don't Give Up
6. How Come
7. Feels So Right
8. Crashing Down
9. Twisted Games
10. The Food Song
11. If It Can't Be Found
12. If You Don't Know By Now